# Galahad, Alberta
Galahad är en ort i Kanada.   Den ligger i provinsen Alberta, i den centrala delen av landet, 2 700 km väster om huvudstaden Ottawa. Galahad ligger 709 meter över havet och antalet invånare är 119.
Terrängen runt Galahad är platt, och sluttar österut. Trakten runt Galahad är nära nog obefolkad, med mindre än två invånare per kvadratkilometer.. Närmaste större samhälle är Forestburg, 11,7 km nordväst om Galahad.
Trakten runt Galahad består till största delen av jordbruksmark.